# William R. Forman
William R. Forman ist ein amerikanischer Astrophysiker. Er ist Ko-Vorsitzender des Harvard-Smithsonian Center for Astrophysics in Cambridge (Massachusetts).
Forman studierte bis 1969 am Haverford College und wurde im Juni 1970 an der Harvard University mit Röntgenstrahlbeobachtungen beim Uhuru promoviert. Danach setzte er seine Beobachtungen insbesondere von Galaxien und Galaxienclustern mit den Röntgensatelliten High Energy Astronomy Observatory 2 (Einstein Observatorium), ROSAT, XMM-Newton und Chandra fort. 1991 bis 2006 leitete er die wissenschaftliche Einsatzplanung von Chandra.
1985 erhielt er mit seiner Ehefrau Christine Jones Forman den ersten Bruno-Rossi-Preis für die Entdeckung von Bereichen heißer Gase um helle elliptische Galaxien. 1979 erhielten beide den  Bart J. Bok Prize der Harvard University.